# Ceratomerus connexus
Ceratomerus connexus är en tvåvingeart som beskrevs av Collin 1933. Ceratomerus connexus ingår i släktet Ceratomerus och familjen Brachystomatidae. Inga underarter finns listade i Catalogue of Life.